# The Woman King
The Woman King is een Amerikaanse historische actie-avonturenfilm uit 2022, geregisseerd door Gina Prince-Bythewood. De film gaat over de Agojie, de volledig vrouwelijke krijgerseenheid die het West-Afrikaanse koninkrijk Dahomey beschermde in de 17e tot 19e eeuw.

## Verhaal
In het koninkrijk Dahomey in West-Afrika bevrijdt generaal Nanisca, leider van de Agojie-krijgers, in de jaren 1820 Dahomean-vrouwen die zijn ontvoerd door slavenhandelaren uit het Oyo-rijk. Koning Ghezo van Dahomey bereidt zich voor op een totale oorlog tegen Oyo. Nanisca begint een nieuwe generatie vrouwelijke krijgers op te leiden om zich bij de Agojie aan te sluiten en het koninkrijk te beschermen. Onder deze krijgers bevindt zich Nawi, een vastberaden jonge vrouw die door haar vader aan de koning werd aangeboden nadat ze weigerde met gewelddadige mannen te trouwen.
Nawi raakt bevriend met Izogie, een senior Agojie. Europese slavenhandelaren onder leiding van Santo Ferreira en vergezeld van Malik arriveren in Afrika als onderdeel van een alliantie met de Oió, geleid door generaal Oba Ade. Nawi ontmoet Malik en de twee worden vrienden. Kort na het voltooien van haar training ontdekt Nawi dat de Oyo een aanval plannen en meldt zij dit aan Nanisca.

## Rolverdeling
- Viola Davis als generaal Nanisca
  - Wanda Banda als de jonge Nanisca
- Thuso Mbedu als Nawi
- Lashana Lynch als Izogie
- Sheila Atim als Amenza
  - Lethabo als jonge Amenza
- Hero Fiennes Tiffin als Santo Ferreira
- John Boyega als koning Ghezo
- Jordan Bolger als Malik
- Jimmy Odukoya als generaal Oba Ade
  - Joel Mukadi als jonge Oba

## Release
De film ging in première op 9 september 2022 op het Internationaal filmfestival van Toronto. De film werd op 16 september 2022 in de Amerikaanse bioscoop uitgebracht door Sony Pictures Releasing. Sony verzorgde de distributie wereldwijd, behalve in Canada en het Verenigd Koninkrijk, waar de distributie in handen was van Entertainment One.

## Ontvangst
Op Rotten Tomatoes heeft The Woman King een waarde van 94% en een gemiddelde score van 7,80/10, gebaseerd op 266 recensies. Op Metacritic heeft de film een gemiddelde score van 77/100, gebaseerd op 53 recensies.

## Prijzen en nominaties
De belangrijkste:
| Jaar | Prijs                           | Categorie                          | Genomineerde(n)                                                  | Uitslag     |
| ---- | ------------------------------- | ---------------------------------- | ---------------------------------------------------------------- | ----------- |
| 2022 | National Board of Review Awards | Top 10 Films                       | Top 10 Films                                                     | Gewonnen    |
| 2023 | Golden Globe Awards             | Beste actrice in een film – drama  | Viola Davis                                                      | Genomineerd |
| 2023 | Critics Choice Awards           | Beste vrouwelijke hoofdrol         | Viola Davis                                                      | Genomineerd |
| 2023 | Critics Choice Awards           | Beste acteerensemble               | Beste acteerensemble                                             | Genomineerd |
| 2023 | Critics Choice Awards           | Beste regisseur                    | Gina Prince-Bythewood                                            | Genomineerd |
| 2023 | Critics Choice Awards           | Beste kostuumontwerp               | Gersha Phillips                                                  | Genomineerd |
| 2023 | Grammy Awards                   | Best Song Written for Visual Media | Angélique Kidjo, Jeremy Lutito & Jessy Wilson voor "Keep Rising" | Genomineerd |
| 2023 | British Academy Film Awards     | Beste regisseur                    | Gina Prince-Bythewood                                            | Genomineerd |
| 2023 | British Academy Film Awards     | Beste vrouwelijke hoofdrol         | Viola Davis                                                      | Genomineerd |
| 2023 | British Academy Film Awards     | Rising Star Award                  | Sheila Atim                                                      | Genomineerd |
| 2023 | Satellite Awards                | Beste actrice in een dramafilm     | Viola Davis                                                      | Genomineerd |
| 2023 | Satellite Awards                | Beste montage                      | Terilyn A. Shropshire                                            | Genomineerd |
| 2023 | Satellite Awards                | Beste kostuums                     | Gersha Phillips                                                  | Genomineerd |
| 2023 | Satellite Awards                | Beste soundtrack                   | Terence Blanchard                                                | Genomineerd |
| 2023 | Satellite Awards                | Beste geluid                       | Tony Lamberti, Derek Mansvelt, Kevin O'Connell & Becky Sullivan  | Genomineerd |